# 阿迦修分裂
阿迦修分裂乃發生在484年至519年間羅馬與君士坦丁堡教會間的一次分裂，起因乃是拜占廷皇帝芝諾為了弭平帝國內一性論派與二性論的衝突所頒布的合一詔書（Henotikon）對於迦克墩大公會議的忽略，由於此事與時任君士坦丁牧首阿迦修有關連，因而得名。

## 過程
在芝諾發表合一詔書後，教宗斐理斯三世曾分別致函給芝諾與阿迦修提醒詔書的爭議所在。而不久之後，時任亞歷山大牧首若望一世因為反對合一詔書遭到芝諾罷免並由支持一性論的伯多祿三世取代。若望流亡羅馬，並獲得斐理斯的庇護。
當斐理斯針對此事向皇帝以及支持此事的阿迦修致函質疑時，斐理斯教宗的特使卻遭到軟禁，並在參與由阿迦修主持的禮儀中聽到以伯多祿三世為首的多位一性論主教的名字。最後斐理斯與阿迦修相互開除教籍，教會進入了頭一次的分裂時期。